# هيتمان (لقب)
الهيتمان أو الهتمان هو لقب سياسي من أوروبا الوسطى والشرقية، أُطلق تاريخيًا على القادة العسكريين (مثل المشيرأو المارشال في الإمبراطورية الرومانية المقدسة). استخدمه التشيكيون لأول مرة في بوهيميا في القرن الخامس عشر، وكان لقب ثاني أعلى قائد عسكري بعد الملك في تاج مملكة بولندا ودوقية ليتوانيا الكبرى من القرن السادس عشر إلى القرن الثامن عشر. كما كان هيتمان لقب رئيس دولة القوزاق في أوكرانيا بعد انتفاضة خميلينتسكي عام 1648. طوال معظم تاريخ رومانيا ومولدافيا، كان الهيتمان ثاني أعلى رتبة عسكرية. في جمهورية التشيك الحديثة، يُستخدم اللقب للحكام الإقليميين.